# 布里奥特陨击坑

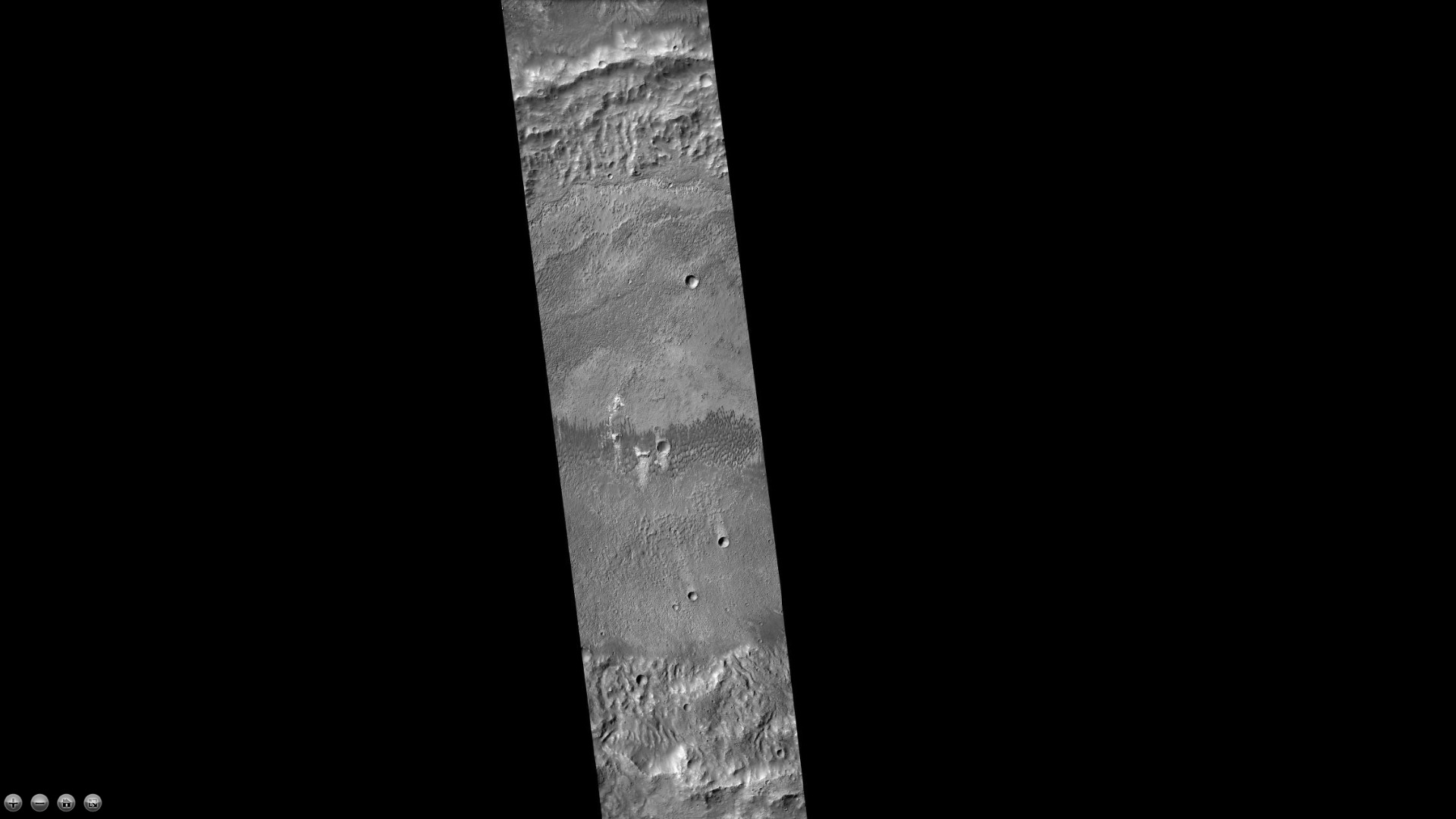
火星全球探勘者号背景相机拍摄的布里奥特陨击坑。

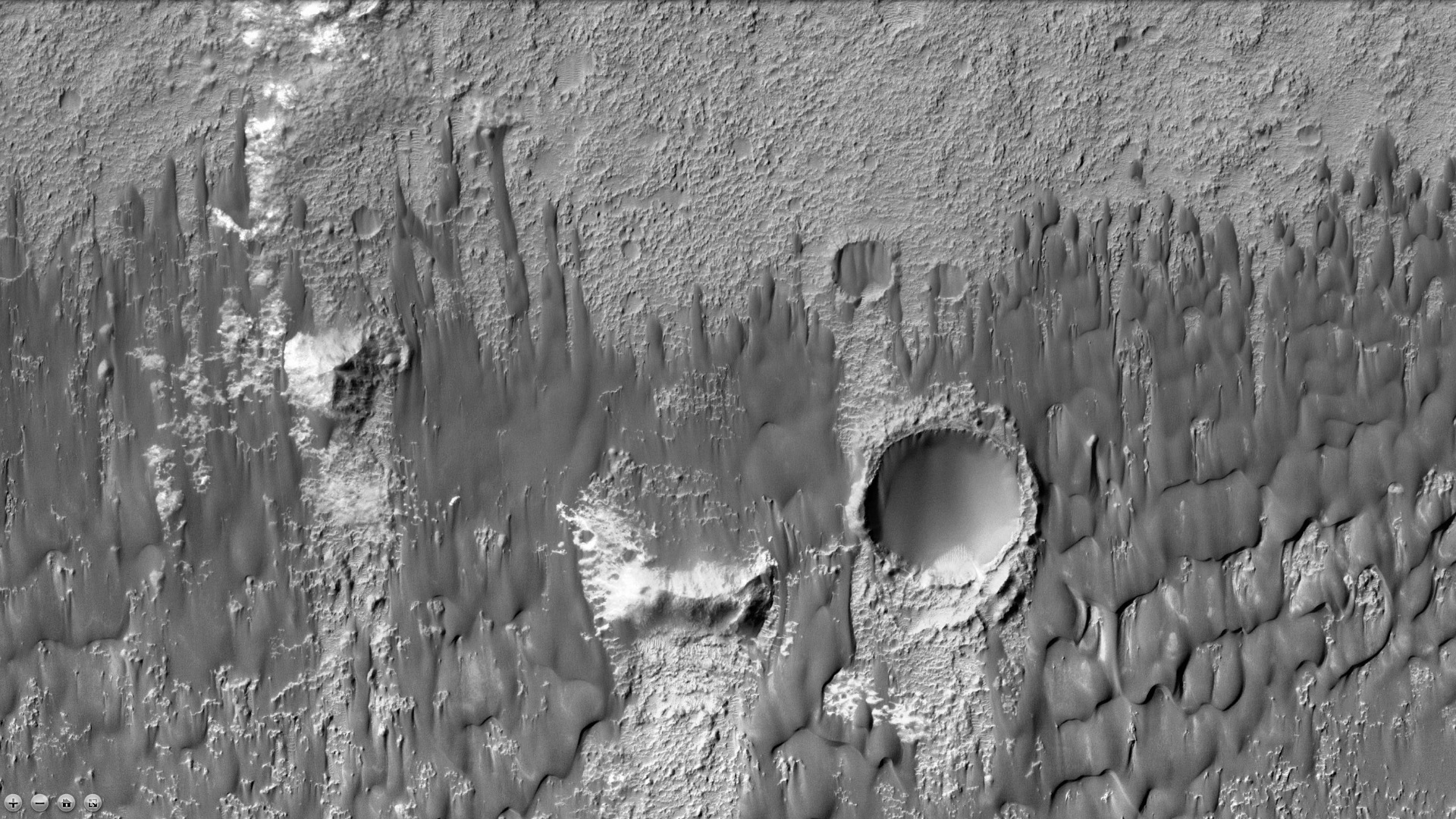
火星勘测轨道飞行器背景相机拍摄布里奥特陨击坑内的沙丘，其中一些为新月形沙丘，注：这是前一幅布里奥特陨击坑照片的放大版。

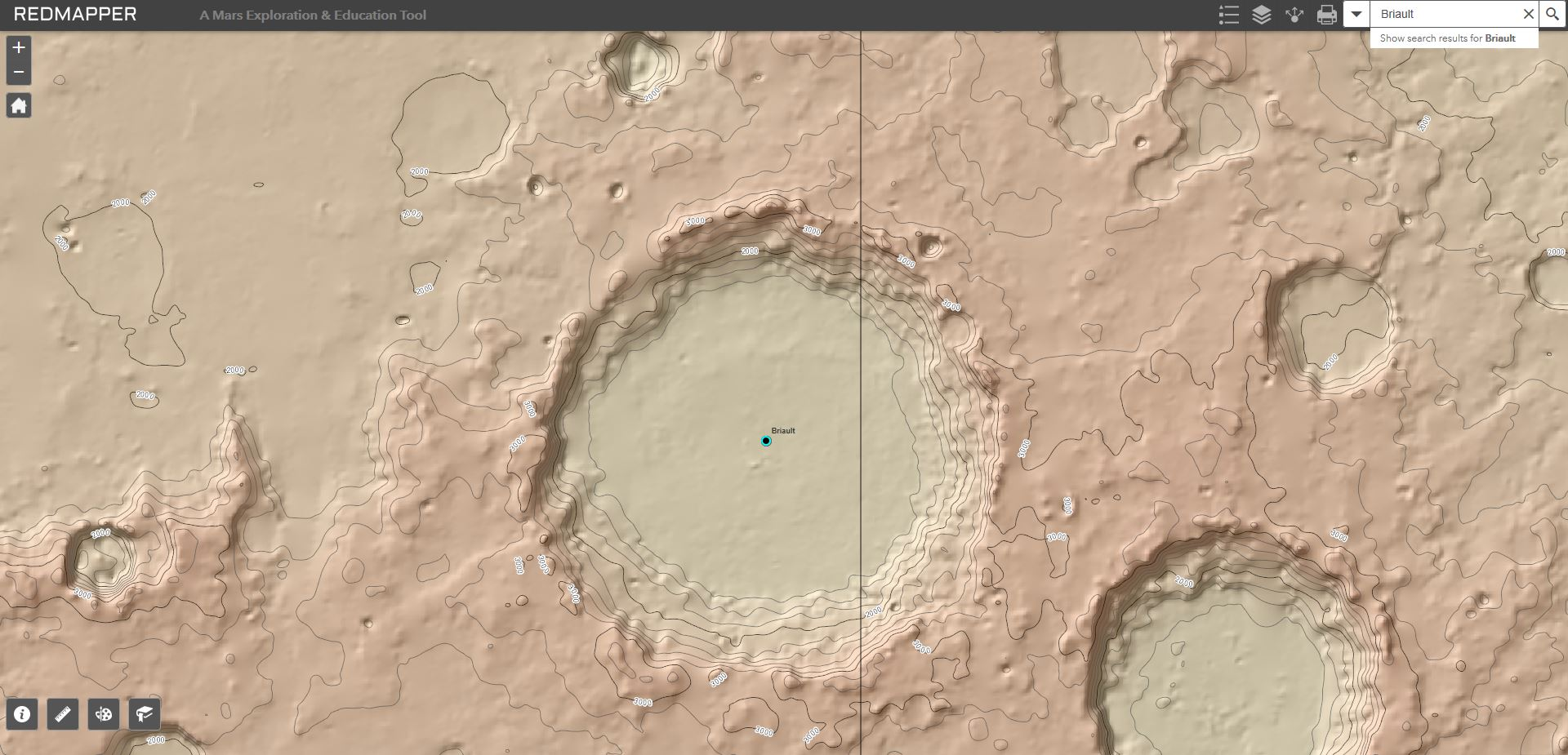
显示了布莱奥特陨击坑和其他附近陨石坑的地形图。

布莱奥特陨击坑（Briault）是火星第勒尼安海区的一座撞击坑，它的中心坐标位于南纬10.2度、西经270.4度，直径约96.6公里，其名称取自法国天文学家保罗·布里奥特（Paul Briault），1973年，被国际天文联合会（IAU）行星系统命名工作组（WGPSN）
正式批准接受。在图像中看到的黑暗区域是沙丘，这些弯曲的沙丘被称为新月形沙丘。

## 另请参阅
- 新月形沙丘
- 火星气候
- 火星地质
- 撞击坑
- 撞击事件
- 火星撞击坑
- 火星矿石资源
- 行星体系命名法

## 参引资料
1. ↑  . usgs.gov. International Astronomical Union.   [4 March 2015]. （原始内容存档于2020-10-23）.

## 推荐阅读
- Lorenz, R.  2014.  The Dune Whisperers.  The Planetary Report: 34, 1, 8-14
- Lorenz, R., J. Zimbelman.  2014.  Dune Worlds:  How Windblown Sand Shapes Planetary Landscapes. Springer Praxis Books / Geophysical Sciences.